# 용의왕후
용의왕후 한씨(容懿王后 韓氏, 생몰년 미상)는 고려의 제10대 왕 정종(靖宗)의 제2비이다.

## 생애
본관은 단주(湍州)이다. 훗날 문하시중에 추증된 한조(韓祚)의 딸로, 정종의 정비였던 용신왕후(容信王后)의 친동생이다. 원래는 궁인(宮人)이었으며, 정식으로 왕비에 책봉되기 전에 현덕궁주(玄德宮主)에 봉해져 정종으로부터 만령궁(萬齡宮)을 하사받았다. 용신왕후가 사망하고 2년이 지난 1038년(정종 4년) 음력 4월 1일 정종의 비로 책봉되어 여비(麗妃)가 되고 창성궁주(昌盛宮主)라는 호를 받았다. 1040년(정종 6년) 2월에 왕후에 책봉되었다. 그녀의 생몰년과 능에 대한 기록은 남아있지 않다.
남편 정종과의 사이에서 3남을 낳았다.

## 가족관계
- 할아버지 : 한언공 (韓彦恭, 940년 ~ 1004년[3])
  - 아버지 : 한조(韓祚, 생몰년 미상)
    - 남편 : 고려 제10대 왕 정종 (靖宗, 1018년 ~ 1046년, 재위:1034년 ~ 1046년)
      - 1남 : 애상군 방 (哀殤君 昉, 생몰년 미상)
      - 2남 : 낙랑후 경 (樂浪侯 璥, 생몰년 미상)
      - 3남 : 개성후 개 (開城侯 暟, ? ~ 1062년)

    - 언니 : 용신왕후 한씨 (容信王后 韓氏, ? ~ 1036년) - 정종의 제1비

## 참고 자료
- 《고려사》〈열전〉